# Микрорайоны Липецка
Значительная часть правобережья города Липецка делится на жилые микрорайоны. Их названия даны по советской традиции в цифровой форме. 
Также в городе выделяются исторически сформировавшиеся микрорайоны (исторические районы), в том числе из бывших населённых пунктов, вошедших в городскую черту.

## История
Первые жилые микрорайоны города стали строиться в первой половине 1960-х годов в северо-западной части города — вдоль образованной улицы Космонавтов. Сегодня это микрорайоны № 1—7. В связи с тем что их строительство совпало с развитием космонавтики, все улицы здесь получили «космические» названия (улица Гагарина, улица Титова, улица Терешковой, улица Циолковского).
Такой же принцип характерен и для следующей группы микрорайонов — с 8-го по 12-й, построенных во второй половине 1960-х годов в западной части города. Почти все названия здешних улиц также связаны с космосом — улицы Космонавтов, Филипченко (бывший переулок Космонавтов), Звёздная (исключения — улица Вермишева и позже образованная Московская улица).
В 1970-х годах были в разных частях города образованы микрорайоны № 13—19.
С начала 1980-х годов началась застройка юго-западной части Липецка и возникли микрорайоны № 20—24.
В 1990-х годах образован 25-й микрорайон, а затем началось строительство за улицей Катукова в сторону Сырского. Сейчас здесь существуют микрорайоны № 26—29, застраиваются микрорайоны 30-34

## Список жилых микрорайонов
Условные обозначения: н — нечётная сторона, ч — чётная; номера домов.
| Названия                  | Границы |
| ------------------------- | --- |
| 1-й                       | Гагарина (н: 63—101), Космонавтов (ч: 2—28), Терешковой (н: 1—11) |
| 2-й                       | Гагарина (н: 103—141), Терешковой (ч: 2—16), Космонавтов (ч: 30—52), Титова (н: вся) |
| 3-й                       | Гагарина (н: 143—161), Титова (ч: вся), Космонавтов (ч: 54—62), Циолковского (н: 3—7) |
| 4-й и 7-й                 | Циолковского (н: 11—40), Космонавтов (н: 7—33), Терешковой (ч: 18—40). Микрорайоны составляют единый жилой массив и разделены внутренним проездом.                                                           |
| 5-й                       | Космонавтов (н: 1—5), Терешковой (н: 13—35). Военный городок. Также ограничен Каменным Логом |
| 6-й                       | Гагарина (н: 57-61), Липовская (н: 1—9), Игнатьева (ч: 28-32), Военный городок. Также ограничен Каменным Логом                                                                                               |
| 8-й                       | Космонавтов (ч: 64—94), Циолковского (ч: 2—14), Московская (н: 5—35), Авиационная |
| 9-й                       | Космонавтов (ч: 96—110), Московская (н: 37—75), Авиационная. Кроме того, более 30 домов имеют нумерацию не по улицам, а по самому 9-му микрорайону. Внутри 8-го и 9-го микрорайонов находится посёлок Мирный |
| 10-й                      | Космонавтов (после площади Космонавтов), Вермишева (входит вся), Берзина (ч: вся) |
| 11-й                      | Космонавтов (н: 43—51), Филипченко (ч: вся), Звёздная (9—16), Берзина (н: 9) |
| 12-й                      | Космонавтов (н: 37—41), Филипченко (н: вся), Звёздная (1—8) |
| 13-й                      | 8-го Марта (ч: 18 — до конца), Горького (н: 11—17). Также ограничен Каменным Логом |
| 14-й                      | Циолковского (ч: 24—40), Терешковой (ч: 42). Также ограничен Каменным Логом |
| 15-й                      | Водопьянова (ч: 70), проезд Строителей. Входит весь 15-й микрорайон (без улиц). Также ограничен Каменным Логом                                                                                               |
| 16-й                      | Неделина (н: вся), пр. Победы (н: от начала до № 27, ч: 2—14). Сюда же входит вся ул. Мичурина |
| 17-й (Северный)           | Ушинского (в конце улицы) |
| 18-й                      | Пр. Победы (ч: 104), Механизаторов (ч: 2—6), Папина (н: 29—39), ул. Водопьянова. |
| 19-й                      | Московская (н: 85 — до конца), Полиграфическая (ч: вся). Внутри — проезд Сержанта Кувшинова. Также ограничен Каменным Логом                                                                                  |
| 20-й                      | Пр. Победы (ч: 106—114), Водопьянова (н: 1—13), Меркулова (н: 3—35), пр. 60 лет СССР (ч: 2—20). Внутри — Сиреневый проезд                                                                                    |
| 21-й                      | Пр. Победы (ч: 116—134), Катукова (ч: 4—14), Меркулова (н: 37—57), пр. 60 лет СССР (н: 3—21) |
| 22-й                      | Пр. 60 лет СССР (н: 23—35), Меркулова (ч: 14—26), Катукова (ч: 16—24), Стаханова (н: 29—39). Внутри — бульвар Есенина                                                                                        |
| 23-й                      | Водопьянова (н: 23—33), Стаханова (н: 3—29а), пр. 60 лет СССР (ч: 24—30), П. Смородина (ч: вся) |
| 24-й                      | Пр. 60 лет СССР (н: 39—43), Стаханова (ч: 26—34), Катукова (ч: 26—42), Кривенкова (н: 3—7). Внутри — бульвар Шубина                                                                                          |
| 25-й                      | пр. Победы (н: 91—95), Будённого (в перспективе — до дороги на Октябрьский мост) |
| 26-й                      | Катукова (н: 13—21), Меркулова (ч: 28—34), Стаханова (н: 41—57), Э. Белана (н: 15—17). Внутри — улицы Бунина, Теперика, Учебный пер.                                                                         |
| 27-й                      | Катукова (н: 25—41), Стаханова (ч: 38—52), Кривенкова (н: 9—13), Э. Белана (н: 1—13). Внутри — улицы Шуминского, Хорошавина, Москаленко.                                                                     |
| 28-й                      | Кривенкова (н: 15—29), Э. Белана (ч: 2—10), Шерстобитова (ч: 2—20), Свиридова (н: 1—7). Внутри — ул. Мистюкова.                                                                                              |
| 29-й                      | Стаханова (н:), Э. Белана (ч: 12-18), Свиридова (н: 9-21). Внутри — улица Коцаря. |
| 30-й и 31-й (Победа)      | Стаханова (н:), Э. Белана (ч:), Свиридова (ч:), Воронежское шоссе. |
| 32-й и 33-й (Европейский) | Стаханова (ч: 56, 58), Свиридова (ч 2-16), Кривенкова (н: 33—41), Минская (2а-6а). Внутри — бульвар Пешкова.                                                                                                 |
| 34-й                      | Кривенкова (ч: 26-30), Минская (н: 51-65), Московская (н: 173). Также ограничен Молодёжным парком. Внутри — улица Вершинина.                                                                                 |
| Университетский           | Политехническая (вся), Белянского (вся). Внутри — улицы Бехтеева, Замятина, Славянова. |
| Елецкий                   | Елецкое шоссе (н: 1-15), Хренникова (вся). Внутри — улицы Осканова, Артёмова. |
| Октябрьский               | Водопьянова (н: 15-21), Смородина (н: 1-15), просп. 60 лет СССР (ч: 20), Меркулова (ч: 2-12). |
| МЖК                       | Водопьянова (н: 37), Стаханова (ч: 2-24), просп. 60 лет СССР (н: 34). Также ограничен Каменным логом. Внутри — улица Смургиса.                                                                               |
| Звёздный                  | Лебедянское шоссе (ч: 4), Опытная (17-22), Боевой проезд (н: 41-47), В.Музыки (ч: 2-10). Внутри — улица Казьмина.                                                                                            |
| Взлётный                  | В.Музыки (н: 1-5), Трунова, Лебедянское шоссе. Внутри — улицы Фурсова, Саунина, Ляховой. |

Также в процессе застройки микрорайон (жилищный комплекс) Авторский, в перспективе — микрорайон Лебедянский

## Микрорайоны — исторические районы
Части Липецка, которые в прошлом были самостоятельными населёнными пунктами, автономными частями города, частями других населённых пунктов, а также новыми районами, возникавшими на окраинах Липецка вблизи промышленных и сельскохозяйственных предприятий.
| - Венера - Дачный - Дикое - Жёлтые Пески - Заречье - Казинка - Коровино - Матырский - Мирный | - Монастырка - Ниженка - Новая Жизнь - Новолипецк - район Опытной станции - Переделицы - Подгорное - Северный Рудник | - Силикатный - Сокол - Сокольское - Ссёлки - Студёнки - Сырский - Тракторный - 10-я Шахта |

## Фотогалерея
- Улица Космонавтов, 9-й микрорайон
- Улица Космонавтов, 10-й микрорайон
- 20-й микрорайон
- Жилой архитектурный комплекс «Ворота города» в 21-м микрорайоне
- 22-й микрорайон
- 23-й микрорайон
- 24-й микрорайон
- 26-й микрорайон
- Детский сад в 26-м микрорайоне
- 27-й микрорайон
- Улица Меркулова, Октябрьский микрорайон
- Университетский микрорайон